# Batalla de Tuyutí (1867)
La Segunda Batalla de Tuyutí fue un gran combate desarrollado durante la Guerra de la Triple Alianza. Ocurrió el día 3 de noviembre de 1867 prácticamente en el mismo terreno donde se luchó la Primera Batalla de Tuyutí, considerada la batalla más grande peleada en suelo sudamericano.
En la Segunda Tuyutí se enfrentaron 10.000 paraguayos con unos 18.000 aliados. Los guaraníes tenían la misión de atacar sorpresivamente el campamento aliado, saquear los almacenes, tomar todas las armas y provisiones que pudieran y huir. Y aunque consiguieron su objetivo, muchos de ellos permanecieron en el campo robando y consumiendo alimentos por el famélico estado en que se encontraban, siendo contraatacados por las tropas brasileñas que los tomaron prisioneros.
Fue una victoria paraguaya, aunque insignificante a largo plazo. Los paraguayos consiguieron sus objetivos, con cerca de 2.500 bajas por bando, pero no explotaron las posibilidades estratégicas de la incursión, contentándose con el saqueo y el robo de abastecimientos bélicos, lo que terminó debilitándolos más a la larga.

## Antecedentes
La Guerra de la Triple Alianza, según la versión comúnmente aceptada, se inició por las ambiciones expansionistas y la intervención directa y precipitada de Francisco Solano López en los asuntos del Río de la Plata. La versión paraguaya y el revisionismo plantean que la agresión fue iniciada por el Brasil en su ataque al Uruguay gobernado por el Partido Blanco, aliado del Paraguay y que existía un plan previo de Brasil y Argentina contra el Gobierno Paraguayo, razón que llevó a López a reaccionar contra sus enemigos.

## La batalla
Francisco Solano López comprendió que la Fortaleza de Humaitá ya no podría resistir por más tiempo, sobre todo con la escasez de abastecimientos que se hacía sentir en su campamento. Bartolomé Mitre y el brasileño Luis Alves de Lima e Silva, el Duque de Caxias (entonces Marqués) tenían la situación muy favorable y sólo necesitaban ajustar algunas posiciones. Las pequeñas incursiones de Bernardino Caballero podían ocasionar algunos daños a los aliados, pero a la larga, no eran capaces de detener por sí solas el avance enemigo. Fue cuando López ideó un plan mucho más audaz.
Ordenó que 9.000 hombres comandados por el general Vicente Barrios lanzaran una incursión en fuerza sobre las líneas aliadas de Tuyutí. El plan era saquear todo lo que se podía encontrar, abastecerse con las armas y provisiones enemigas, destruir los campamentos y causar el mayor daño posible, para luego retirarse. El teniente coronel Bernardino Caballero los apoyaría con sus famosas cargas de caballería sobre el flanco de la posición aliada.

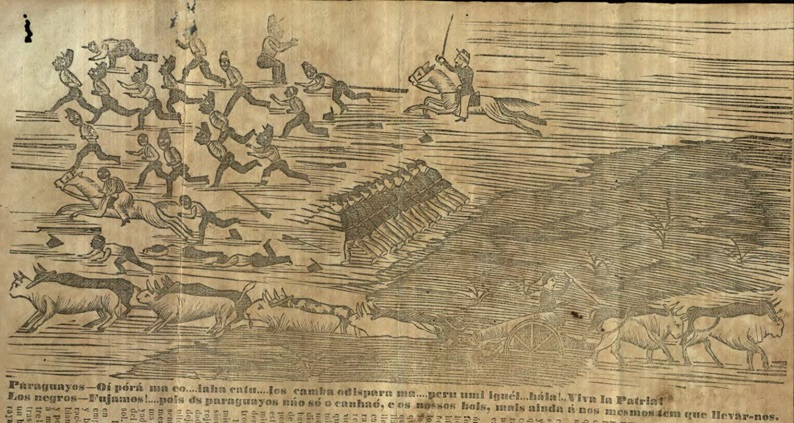
Segunda Batalla de Tuyutí (El Cabichuí, año 1, N. 55, 11 de noviembre de 1867).

La sorpresa fue total. Los aliados, sobre todo los que estaban en ese momento dirigidos por el mismo Bartolomé Mitre, se sorprendieron tanto que la resistencia que presentaron fue bastante ineficaz y terminaron huyendo despavoridos al presenciar a tantos "salvajes" paraguayos aproximándose. Entre las tropas argentinas se encontraban 700 hombres de la famosa Legión Paraguaya, los paraguayos que lucharon en favor de la Alianza.
Los paraguayos atravesaron casi sin resistencia la primera trinchera de defensa, matando a sangre fría a los que encontraron. Algunos núcleos aliados intentaron contraatacar, pero fueron rechazados hasta más allá de los cuarteles del general Vizconde de Porto Alegre, quien se hallaba en las proximidades. Cuatro batallones de "Voluntarios da Patria" brasileños que acababan de llegar a la línea de Tuyutí, viendo el desastre que causaron los paraguayos, abandonaron a sus camaradas argentinos que luchaban heroicamente y escaparon hasta Itapirú, tratando de cruzar a la ciudad de Corrientes.
Las fuerzas de López iniciaron entonces un terrible saqueo, destruyendo todos los cuarteles e instalaciones que encontraron alrededor, apoderándose de cuanto alimento y licores había en las proximidades. Muchos de ellos, en medio del hambre y la codicia, olvidaron las órdenes de regresar con los pertrechos y se entregaron a la glotonería. Empezó un desbande y el general Porto Alegre vio la oportunidad de contraatacar. Muchos paraguayos ya habían huido con los botines capturados, pero otros quedaron detrás y fueron aplastados por la caballería brasileña, que se encontraba en el Estero Bellaco. Algunos soldados guaraníes, completamente hambrientos, morían con la boca llena de comida.

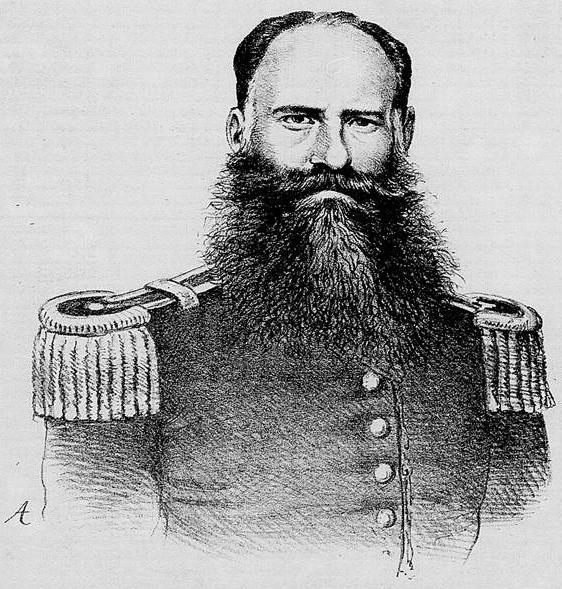
General Vicente Barrios.

El mismo Vizconde de Porto Alegre tomó parte de las acciones y con valentía inusitada mató con su propio revólver a uno de los comandantes paraguayos de la acción, el italiano Mayor Sebastián Bullo, comandante del famoso "Batallón 40" del Mariscal López, quien intentó izar la bandera de Paraguay en la trinchera. En ese momento, las tropas brasileñas, imitando el valor de su comandante y de sus compañeros argentinos, muchos de ellos venidos de Corrientes y Entre Ríos, que seguían luchando, se reorganizaron y salieron a la carga contra los desbandados paraguayos. El general paraguayo Vicente Barrios vio que sus hombres que habían quedado atrás haciendo pillaje se encontraban en apuros, pero no envió refuerzos. Sólo los hombres del Batallón 40, que vieron morir a su líder, se lanzaron a la ayuda de sus casi indefensos compatriotas.

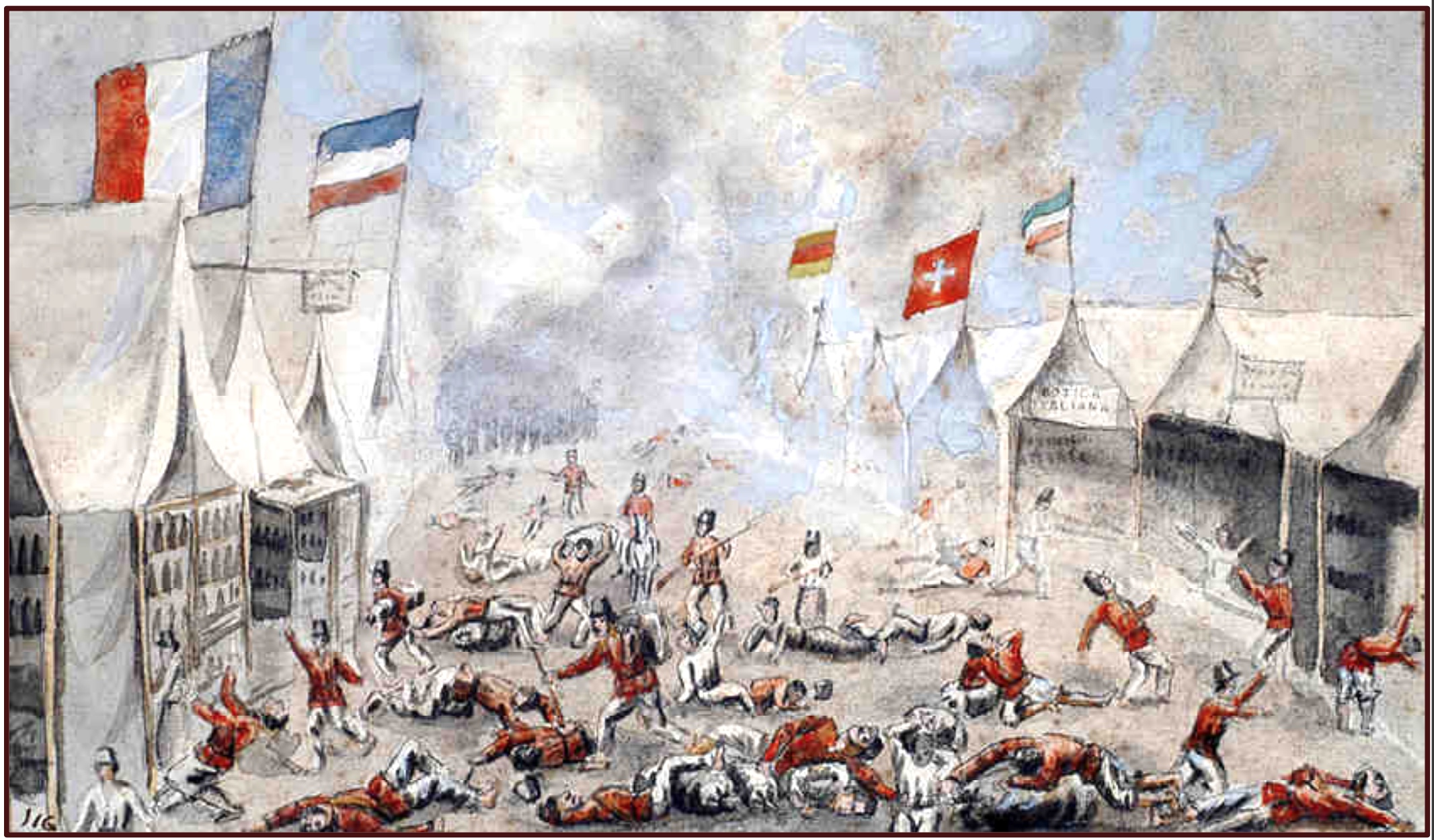
Soldados paraguayos saqueando el campamento aliado en la segunda batalla de Tuyutí. Las banderas (suiza, francesa, etc.) denotan las nacionalidades de las tiendas de los comerciantes que atendían a la soldadesca aliada, y donde se podía comprar casi cualquier cosa, en Un precio (José Ignacio Garmendia, c. 1890).

Los paraguayos que quedaron rezagados parecían completamente perdidos, cuando llegó a su rescate la caballería de Bernardino Caballero. Sus 1.000 jinetes, que inicialmente quedaron estupefactos ante la confusión de la escena, acuchillaron con los "machetes paraguayos" a todos los brasileños que encontraron. Algunos de éstos levantaron bandera blanca de rendición, pero de igual manera los montados paraguayos se descargaron con ellos, capturando a 240 soldados de Brasil y 10 oficiales, entre los que se encontraba el mayor Ernesto Augusto da Cunha Mattos.
Caída la noche, la destrucción del campo de Tuyutí era inmensa. Los paraguayos quemaron las barracas brasileñas, destruyeron el hospital argentino, robaron varios depósitos de armas y provisiones. Todo el campamento aliado quedó humeando, estallando varios polvorines. El botín que se llevaron los paraguayos fue muy importante. Había toda clase de artículos, incluyendo rifles, joyería, banderas de batalla, alimentos, unas catorce piezas de artillería (entre las que se encontraban un poderoso Whitworth de 32 libras y un Krupp de 12) y hasta la correspondencia de Bartolomé Mitre.

## Consecuencias

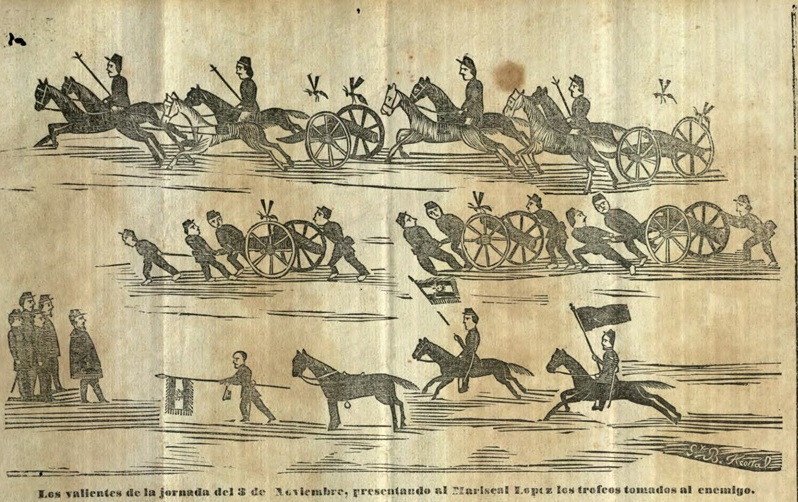
Soldados paraguayos presentando al Mariscal López los trofeos tomados al enemigo (El Cabichuí, año 1, N. 53, 4 de noviembre de 1867).

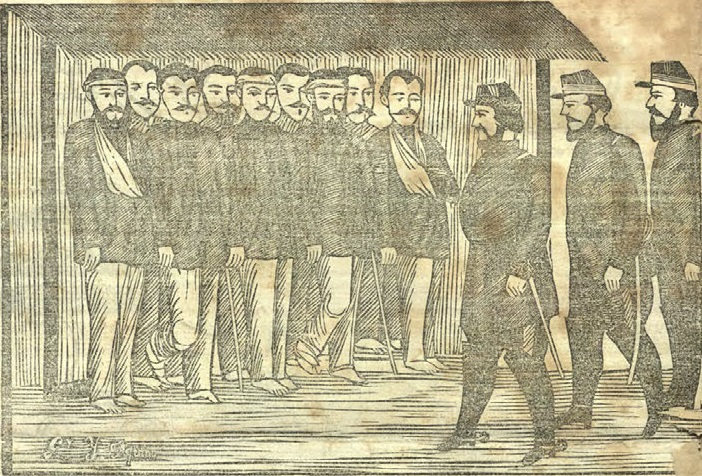
Solano López visitando los heridos de Tuyutí (El Cabichuí, año 1, N. 56, 14 de noviembre de 1867).

Aunque fue una pequeña victoria paraguaya, la Segunda Batalla de Tuyutí terminó siendo de consecuencias más dañinas para las tropas de Solano López que para los aliados. Pudiendo haber explotado la sorpresa y la confusión que se causó en el campamento aliado para tomar un precioso premio capturando las trincheras de Tuyutí, el presidente paraguayo prefirió una vez más una gran incursión que le trajo un triunfo táctico momentáneo pero que a la larga, en lo estratégico, no sirvió de mucho.
Los revisionistas argentinos, sin embargo, critican en esta acción el mal desempeño de Bartolomé Mitre, a quien acusan de cobardía e ineptitud durante la batalla. Para algunos, es una acusación infundada. Para otros, sólo gracias a la heroica acción del general Vizconde de Porto Alegre la acción paraguaya no se convirtió en una total catástrofe para los aliados. Aunque cada bando reporta distintos números de bajas, es más lógico aceptar que hubo entre 2.000 y 2.500 víctimas tanto para los paraguayos como los aliados en la acción.